# نيكيتا غولاب
نيكيتا غولاب (بالروسية: Никита Сергеевич Голуб)‏ هو لاعب كرة قدم روسي في مركز الهجوم، ولد في 14 فبراير 1997 في فيليكي نوفغورود في روسيا. لعب مع FC Vityaz Podolsk ‏.